# Margarites costalis
Margarites costalis, common name the boreal rosy margarite, là một loài ốc biển, là động vật thân mềm chân bụng sống ở biển thuộc họ Margaritidae, họ ốc xà cừ.